# Anencyrus
Anencyrus is een kevergeslacht uit de familie van de boktorren (Cerambycidae). De wetenschappelijke naam van het geslacht werd voor het eerst geldig gepubliceerd in 1886 door Sharp.

## Soorten
Anencyrus is monotypisch en omvat slechts de volgende soort:
- Anencyrus discedens Sharp, 1886